# مسرح الأغواط الجهوي
مسرح الأغواط الجهوي  من المسارح الحديثة بالجزائر ودشن عام 2021م

## وصف المسرح
يضمُّ مسرح الأغواط قاعة عرض تتّسع لثمانمئة متفرّج، إضافةً إلى فضاءات مخصَّصة للورش والتدريبات أُنجزت "حسب المقاييس العالمية الخاصّة بالهياكل المسرحية"

## أنظر أيضا
- مسرح الجلفة الجهوي